# Empis petulans
Empis petulans är en tvåvingeart som beskrevs av Becker 1910. Empis petulans ingår i släktet Empis och familjen dansflugor. Inga underarter finns listade i Catalogue of Life.